# Lucia Morico
Lucia Morico (* 12. Dezember 1975 in Fano) ist eine ehemalige italienische Judoka. Sie gewann 2004 eine olympische Bronzemedaille und war 2003 Europameisterin.

## Sportliche Karriere
Die 1,79 m große Judoka von Fiamme Gialla in Rom trat im Juniorinnenbereich im Mittelgewicht an. 1993 gewann sie die Bronzemedaille bei den Junioreneuropameisterschaften. 1995 wechselte sie ins Halbschwergewicht, hatte allerdings auf nationaler Ebene Schwierigkeiten sich gegen Ylenia Scapin und Emanuela Pierantozzi durchzusetzen. So gewann sie 1997 mit der italienischen Mannschaft Bronze bei den Mannschaftseuropameisterschaften; sie startete dabei im Schwergewicht, da die beiden Gewichtsklassen darunter mit den beiden erfahreneren Wettkämpferinnen besetzt waren. 1998 belegte sie bei den Europameisterschaften den siebten Platz. Bei den Mannschaftseuropameisterschaften gewannen die Italienerinnen erneut Bronze, diesmal trat Scapin im Mittelgewicht an und Morico im Halbschwergewicht, Pierantozzi war 1998 nicht aktiv. 1999 war Morico erneut Siebte der Europameisterschaften. Sie gewann in diesem Jahr außerdem Bronze in der offenen Klasse bei der Universiade und erneut Bronze bei den Mannschaftseuropameisterschaften. 2000 gewann sie in der offenen Klasse die Silbermedaille bei den Europameisterschaften, im Finale siegte die Deutsche Katja Gerber. 
Nachdem Emanuela Pierantozzi nach den Olympischen Spielen 2000 ihre Karriere beendet hatte und Ylenia Scapin nun im Mittelgewicht antrat, dominierte Lucia Morico in den folgenden Jahren das Halbschwergewicht in Italien. International gewann sie 2001 bei den Mittelmeerspielen und den Militärweltmeisterschaften. Bei den Mannschaftseuropameisterschaften gewannen die Italienerinnen einmal mehr die Bronzemedaille. Bei den Europameisterschaften 2002 erreichte sie das Finale, unterlag dort aber der Französin Céline Lebrun. Bei den Mannschaftsweltmeisterschaften gewann Italien 2002 die Bronzemedaille, bei den Militärweltmeisterschaften erkämpfte Morico die Silbermedaille. 2003 wurde sie in Düsseldorf Europameisterin durch einen Finalsieg über die Spanierin Raquel Prieto. Ende 2003 gewann sie bei den Militärweltmeisterschaften. Bei den Europameisterschaften 2004 erreichte Morico zum dritten Mal in Folge das Finale, diesmal unterlag sie der Deutschen Jenny Karl. Bei den Olympischen Spielen 2004 in Athen unterlag Morico in ihrem zweiten Kampf der Japanerin Noriko Anno, nach drei Siegen in der Hoffnungsrunde erhielt sie eine Bronzemedaille. 
Bei den Europameisterschaften 2005 unterlag Morico im Viertelfinale der Niederländerin Claudia Zwiers, kämpfte sich danach aber zur Bronzemedaille durch. Bei den Judo-Weltmeisterschaften 2005 belegte sie den fünften Platz, nachdem sie den Kampf um Bronze gegen Céline Lebrun verloren hatte. 2006 wurde Morico Fünfte und 2007 Siebte der Europameisterschaften. Bei den Weltmeisterschaften 2007 unterlag sie im Halbfinale der Japanerin Sae Nakazawa, den Kampf um Bronze verlor sie gegen die Französin Stéphanie Possamaï. Bei den Olympischen Spielen 2008 in Peking belegte Lucia Morico den neunten Platz, nachdem sie nur einen Kampf gewonnen, aber zwei Kämpfe verloren hatte.

## Italienische Meistertitel
- Mittelgewicht: 1993
- Halbschwergewicht: 2000, 2001, 2002, 2003, 2004, 2005, 2006